# Coro Ambrosiano
El Coro Ambrosiano (en inglés, Ambrosian Singers) es uno de los grupos corales más conocidos de Londres, particularmente apreciado por su gran variedad del repertorio grabado.
El coro fue fundado después de la Segunda Guerra Mundial en Inglaterra. Uno de sus cofundadores fue Denis Stevens (1922–2004), un musicólogo británico e intérprete de viola que se unió al departamento de la BBC Music en 1949 y desarrolló programas de música del Renacimiento y barroca. El otro fue John McCarthy (1919–2009), un solista tenor profesional.
Organizaron y crearon el Coro Ambrosiano como un pequeño coro profesional en 1951. El Coro Ambrosiano participado en numerosos álbumes navideños, aparecieron en álbumes con artistas pop y rock como Neil Diamond, Grace Jones, Julie Andrews, y otros, y además cantaron en varios álbumes de estudio de musicales de Broadway.
Han participado en la grabación de bandas sonoras de películas como Brainstorm, Krull, Carros de fuego y The Secret of NIMH, y en algunos álbumes de películas italianas: bandas sonoras de Ennio Morricone y Nino Rota (dirigidos por Henry Mancini, colecciones de partituras de Miklos Rozsa y partituras originales de musicales clásicos de la MGM. Hicieron la introducción vocal de la canción "Inside" de Stiltskin en 1994.

## Implicación en ópera
El Coro Ambrosiano también es llamado Ambrosian Opera Chorus (o Ambrosian Chorus o Ambrosian Choir).  El conjunto ha realizado numerosas grabaciones de óperas integrales bajo diversos directores incluyendo Zubin Mehta, Carlo Maria Giulini, Claudio Abbado, Nello Santi, Julius Rudel, Georges Prêtre y muchos más. Desde 1961 a 1966, cuando McCarthy era un director coral de la Orquesta Sinfónica de Londres, el Coro Ambrosiano fue conocido como el London Symphony Orchestra Chorus ("Coro de la Orquesta Sinfónica de Londres").
Bajo diversos nombres (Ambrosian Singers, Ambrosian Opera Chorus, Ambrosian Chorus, Ambrosian Choir or London Symphony Orchestra Chorus), el conjunto ha aparecido en varias grabaciones con muchos cantantes de ópera en recitales, música sacra, arias seleccionadas y óperas completas con Montserrat Caballé, Joan Sutherland, Kiri Te Kanawa, Luciano Pavarotti, Plácido Domingo y José Carreras, entre otros.